# Patrick Lyon, 1. Lord Glamis
Patrick Lyon, 1. Lord Glamis (* 1402; † 21. März 1459) war ein schottischer Adliger und Höfling.

## Leben
Er war der Sohn und Erbe des schottischen Ritters Sir John Lyon of Glamis († 1435) und dessen Gattin Elizabeth Graham. Von seinem Vater erbte er 1435 Glamis Castle. Seine Großmutter väterlicherseits war Lady Johanna Stewart († nach 1404), Tochter von König Robert II.
Nachdem er zum Ritter geschlagen worden war, wurde er 1424 den Engländern als Geisel für den aus englischer Gefangenschaft freizulassenden König Jakob I. gestellt, 1427 durfte auch Patrick im Austausch gegen eine andere Geisel heimkehren.
Am 28. Juni 1445 wurde er durch Letters Patent zum Lord Glamis erhoben. Unter König Jakob II. hatte er um 1450 verschiedene Hofämter inne und war Mitglied des Kronrats. 1451 und 1455 war er schottischer Botschafter in England. Von 1456 bis 1459 war er auch Kastellan (Keeper) der königlichen Burgen von Kildrummy, Kindrochit und Balveny.

## Ehe und Nachkommen
Vor 1459 heiratete er Isabel Ogilvy, Tochter von Sir Walter Ogilvy of Lintrathen, Schatzmeister von Schottland. Mit ihr hatte er fünf Kinder:
- Alexander Lyon, 2. Lord Glamis († um 1486)
- John Lyon, 3. Lord Glamis († 1497)
- William Lyon of Easter Ogil († nach 1498)
- Patrick Lyon († nach 1481)
- Elizabeth Lyon ⚭ Alexander Robertson of Struan